# 葉村真樹
葉村 真樹（はむら まさき、1968年 - ）は、日本の実業家、経営コンサルタント、都市工学者・メディア情報学者。 ボストン・コンサルティング・グループ (Boston Consulting Group) パートナー＆ディレクター。BCGが設立したシンクタンク、BCGヘンダーソン研究所（拠点：ボストン）のフェローも兼任。東京都市大学デザイン・データ科学部デザイン・データ科学科特任教授。ボストン・コンサルティング・グループでは、都市・産業政策、イノベーション、デジタルプラットフォーム、マーケティング・ブランド戦略のエキスパートとして民間・公共両方のコンサルテーションに従事。東京都市大学では、メディア戦略・イノベーション論・スマート社会創生論などの教鞭を執るとともに、総合研究所未来都市研究機構の機構長として都市のデジタルトランスフォメーションをテーマとした産官学共同研究をリード。

## 学歴[1]
東京大学大学院工学系研究科博士課程修了、博士（学術）
コロンビア大学建築・都市計画大学院修士課程修了、MSc

## 経歴[1]
1995年6月株式会社富士総合研究所(現みずほリサーチ＆テクノロジーズ株式会社)で研究員としてキャリアをスタート。博報堂在籍時には、ストラテジックプランナーとしてNYフェスティバルAME賞、MAA The GLOBES Awards金賞、マーケティング朝日賞大賞などを受賞。
Google日本法人にて経営企画室兼営業戦略企画部統括部長、ソフトバンクにてiPhone事業推進室長、Twitter日本法人にて広告事業統括およびブランド戦略部門日本及び東アジア統括を歴任。世界最大の広告会社WPP傘下のデジタルエージェンシーAKQA日本法人代表、PwCコンサルティングエクスペリエンスセンター長、LINE 執行役員（法人事業戦略担当）などを経て現職。

## 著作
2018年5月24日発売『破壊--新旧激突時代を生き抜く生存戦略』（ダイヤモンド社）
2020年3月24日発売 『都市5.0 アーバン・デジタルトランスフォーメーションが日本を再興する』（翔泳社）